# Němčičky (okres Znojmo)
Obec Němčičky (německy Klein Niemtschitz) se nachází v okrese Znojmo v Jihomoravském kraji. Obec se rozprostírá v údolí, přes náves protéká malý potok. Žije zde 85 obyvatel.

## Název
Původně se ves jmenovala Němčice (1578 ojediněle Němčice u Plavče), od druhé poloviny 17. století se v němčině přidával přívlastek Klein, v češtině se od poloviny 19. století užívala zdrobnělina, jen z roku 1893 doloženo Malé Němčice. Místní jméno bylo odvozeno od osobního jména Němek nebo Němec, které mohlo a nemuselo označovat toho, kdo mluvil německy. Význam místního jména byl "Němkovi/Němcovi lidé".

## Historie
Pravěké osídlení je doloženo v neolitu. První písemná zmínka o obci pochází z roku 1350. V roce 1911 byl v obci založen sbor dobrovolných hasičů.

## Pamětihodnosti
Zajímavými kulturními památkami v obci je kaplička se sochou sv. Václava a socha sv. Vendelína v parku. U lesíka 1½ km východně od obce se nachází pomník posádce sestřeleného letounu RAF.